# Erythridula lawsoniana
Erythridula lawsoniana är en insektsart som först beskrevs av Baker 1926.  Erythridula lawsoniana ingår i släktet Erythridula och familjen dvärgstritar. Inga underarter finns listade i Catalogue of Life.